# Campionato europeo di football americano 2000
Il campionato europeo di football americano 2000 (in lingua inglese 2000 American Football European Championship), è la nona edizione del campionato europeo di football americano per squadre nazionali maggiori maschili organizzato dalla EFAF. Si è trattato, per la prima, di un'edizione itinerante.
Questa edizione si sarebbe dovuta svolgere nel 1999 in Svezia, ma la federazione svedese non riuscì ad organizzarla, pertanto la EFAF spostò la fase finale al 2000.

## Squadre partecipanti
| Pr. | Squadra       | Data di qualificazione | Qualificata in quanto      | Ultima partecipazione |
| --- | ------------- | ---------------------- | -------------------------- | --------------------- |
| 1   | Finlandia     |                        | 1ª class. all'Europeo 1997 | Italia 1997           |
| 2   | Germania      |                        |                            | Italia 1993           |
| 3   | Ucraina       |                        |                            | Austria 1995          |
| 4   | Gran Bretagna |                        | 4ª class. all'Europeo 1997 | Italia 1997           |
| 5   | Austria       |                        |                            | Austria 1995          |
| 6   | Francia       |                        |                            | Austria 1995          |
| 7   | Russia        |                        |                            | Esordiente            |

## Tabellone
|  | Quarti di finale | Quarti di finale | Quarti di finale |               |           | Semifinali | Semifinali | Semifinali |  |  | Finale | Finale | Finale |  |
|  |                  |                  |                  |               |           |            |            |            |  |  |        |        |        |  |
|  |                  |                  |                  |               |           | Finlandia  | Finlandia  | 34         |  |  |        |        |        |  |
|  |                  |                  |                  |               |           | Finlandia  | Finlandia  | 34         |  |  |        |        |        |  |
|  |                  |                  | Gran Bretagna    | Gran Bretagna | 9         |            |            |            |  |  |        |        |        |  |
|  | Gran Bretagna    | Gran Bretagna    | Gran Bretagna    | Gran Bretagna | 9         | 42         |            |            |  |  |        |        |        |  |
|  | Gran Bretagna    | Gran Bretagna    |                  |               |           |            |            |            |  |  |        |        |        |  |
|  | Francia          | Francia          | 0                |               |           |            |            |            |  |  |        |        |        |  |
|  | Francia          | Francia          | 0                |               | Finlandia | Finlandia  | 30         |            |  |  |        |        |        |  |
|  |                  |                  |                  |               |           |            |            |            |  |  |        |        |        |  |
|  |                  |                  | Germania         | Germania      | 29        |            |            |            |  |  |        |        |        |  |
|  | Austria          | Austria          | Germania         | Germania      | 29        | 0          |            |            |  |  |        |        |        |  |
|  | Austria          | Austria          |                  |               |           |            |            |            |  |  |        |        |        |  |
|  | Germania         | Germania         | 42               |               |           |            |            |            |  |  |        |        |        |  |
|  | Germania         | Germania         | 42               |               | Germania  | Germania   | 45         |            |  |  |        |        |        |  |
|  |                  |                  |                  |               | Germania  | Germania   | 45         |            |  |  |        |        |        |  |
|  |                  |                  | Ucraina          | Ucraina       | 6         |            |            |            |  |  |        |        |        |  |
|  | Ucraina          | Ucraina          | Ucraina          | Ucraina       | 6         | 13         |            |            |  |  |        |        |        |  |
|  | Ucraina          | Ucraina          |                  |               |           |            |            |            |  |  |        |        |        |  |
|  | Russia           | Russia           | 3                |               |           |            |            |            |  |  |        |        |        |  |

## Risultati

### Quarti di finale
| 10 ottobre 1998 | Austria | 0 – 42 | Germania |  |

| 11 ottobre 1998 | Ucraina | 13 – 3 | Russia |  |

| Milton Keynes 4 novembre 1998 | Gran Bretagna | 42 – 0 (2-0 14-0 7-0 19-0) | Francia | National Hockey Stadium |

### Semifinali
| Helsinki 17 luglio 2000 | Finlandia | 34 – 9 (0-3 10-6 10-0 14-0) | Gran Bretagna |  |

| Amburgo 24 luglio 2000 | Germania | 45 – 6 | Ucraina |  |

### Finale
| Amburgo 19 agosto 2000 | Germania | 29 – 30 | Finlandia |  |

## Campione
| Campione d'Europa 2000 Finlandia (5º titolo) |